# Майже просте число

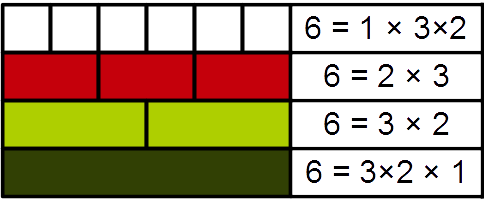
Демонстрація 2-майже простої природи числа 6 із паличками Кюїзенера

У теорії чисел натуральне число називається k-майже простим, якщо воно має k простих дільників. Більш формально, число n є k-майже простим тоді й тільки тоді, коли Ω (n) = k, де Ω(n) — загальна кількість простих чисел у розкладенні на прості множники числа n (може також розглядатися як сума показників усіх простих чисел):
{\displaystyle \Omega (n):=\sum a_{i}\qquad {\mbox{якщо}}\qquad n=\prod p_{i}^{a_{i}}.}
Таким чином, натуральне число є простим тоді і тільки тоді, коли воно 1-майже просте, і напівпросте тоді й тільки тоді, коли воно 2-майже просте. Набір k-майже простих чисел зазвичай позначається Pk. Найменшим k-майже простим є 2k. Кілька перших k-майже простих чисел:
| k  | k-майже просте                  | Послідовність OEIS                                      |
| -- | ------------------------------- | ------------------------------------------------------- |
| 1  | 2, 3, 5, 7, 11, 13, 17, 19, …   | A000040 [Архівовано 29 січня 2018 у Wayback Machine.]   |
| 2  | 4, 6, 9, 10, 14, 15, 21, 22, …  | A001358 [Архівовано 19 квітня 2019 у Wayback Machine.]  |
| 3  | 8, 12, 18, 20, 27, 28, 30, …    | A014612 [Архівовано 28 березня 2022 у Wayback Machine.] |
| 4  | 16, 24, 36, 40, 54, 56, 60, …   | A014613 [Архівовано 28 березня 2022 у Wayback Machine.] |
| 5  | 32, 48, 72, 80, 108, 112, …     | A014614 [Архівовано 28 березня 2022 у Wayback Machine.] |
| 6  | 64, 96, 144, 160, 216, 224, …   | A046306 [Архівовано 28 березня 2022 у Wayback Machine.] |
| 7  | 128, 192, 288, 320, 432, 448, … | A046308 [Архівовано 28 березня 2022 у Wayback Machine.] |
| 8  | 256, 384, 576, 640, 864, 896, … | A046310 [Архівовано 17 березня 2022 у Wayback Machine.] |
| 9  | 512, 768, 1152, 1280, 1728, …   | A046312 [Архівовано 29 березня 2022 у Wayback Machine.] |
| 10 | 1024, 1536, 2304, 2560, …       | A046314 [Архівовано 28 березня 2022 у Wayback Machine.] |
| 11 | 2048, 3072, 4608, 5120, …       | A069272 [Архівовано 6 лютого 2022 у Wayback Machine.]   |
| 12 | 4096, 6144, 9216, 10240, …      | A069273 [Архівовано 28 березня 2022 у Wayback Machine.] |
| 13 | 8192, 12288, 18432, 20480, …    | A069274 [Архівовано 28 березня 2022 у Wayback Machine.] |
| 14 | 16384, 24576, 36864, 40960, …   | A069275 [Архівовано 28 березня 2022 у Wayback Machine.] |
| 15 | 32768, 49152, 73728, 81920, …   | A069276 [Архівовано 28 березня 2022 у Wayback Machine.] |
| 16 | 65536, 98304, 147456, …         | A069276 [Архівовано 28 березня 2022 у Wayback Machine.] |
| 17 | 131072, 196608, 294912, …       | A069278 [Архівовано 28 березня 2022 у Wayback Machine.] |
| 18 | 262144, 393216, 589824, …       | A069279 [Архівовано 28 березня 2022 у Wayback Machine.] |
| 19 | 524288, 786432, 1179648, …      | A069280 [Архівовано 28 березня 2022 у Wayback Machine.] |
| 20 | 1048576, 1572864, 2359296, …    | A069281 [Архівовано 28 березня 2022 у Wayback Machine.] |

Кількість πk(n) натуральних чисел, менших або рівних n з точно k простими дільниками (не обов'язково різними) є асимптотичним для:
{\displaystyle \pi _{k}(n)\sim \left({\frac {n}{\log n}}\right){\frac {(\log \log n)^{k-1}}{(k-1)!}},} результат Едмунда Ландау.